# Valentine Wheels
Valentine Wheels is een livealbum van Tangerine Dream. 

## Inleiding
In 1997 was TD in april 1997 op reis met de "Goblin's Clubtournee", waarbij veertien concerten werden gegeven, onder andere in de Melkweg. Na een korte periode volgde dat najaar de Tournadotoer, behorende bij de uitgifte van een ander livealbum Tournado. Het was een zevendaagse tournee, die TD naar het Verenigd Koninkrijk bracht met optredens te Bristol (29 oktober), Nottingham (30 oktober), Glasgow (1 november), Leeds (2 november), Birmingham (3 november), Manchester (4 november) en het slotconcert Londen (Shepherds Bush Empire, 6 november) Het zou vervolgens tien maanden duren voordat TD weer op een podium te zien was (2 september 1998); dat was het enige optreden dat jaar.
Het album bevat een registratie van het deel voor de pauze van het concert dat de band gaf in Shepherds Bush Empire. Die set werd Vintage set genoemd, muziek uit de periode 1977-1997 in terugblik. De rest van het concert was gewijd aan het toen laatste album Goblins club.

## Musici
- Edgar Froese, Jerome Froese – synthesizers, sequencercontrole
- Emil Hachfeld – percussie en codotronic
- Zlatko Perica – gitaar

## Muziek
| Nr. | Titel             | Duur |
| --- | ----------------- | ---- |
| 1.  | Waterborne        | 6:22 |
| 2.  | Betrayal          | 2:58 |
| 3.  | Poland            | 8:11 |
| 4.  | Sundance Kid      | 6:03 |
| 5.  | Silver Scale      | 7;13 |
| 6.  | Warsaw in the Sun | 5:23 |
| 7.  | Stratosfear 95    | 8:17 |
| 8.  | Dolphin Dance     | 6:26 |
| 9.  | Le Parc           | 3:52 |
| 10. | Beach Theme       | 3:40 |

Heruitgaven volgden in  2004 en 2009 in verzamelboxen.